# Новий Суецький канал

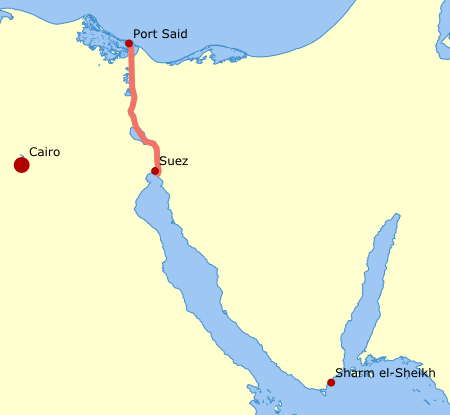
Суецький канал (Єгипет)

Новий Суецький канал — нова гілка знаменитого Суецького каналу, споруджена в 2014–2015 рр. Загалом у рамках цього проекту було споруджено 35 км нової гілки та розширено 37 км старої гілки каналу. Після реконструкції Суецький канал зможе пропускати значно більший потік суден, і матиме більшу пропускну здатність (97 суден на добу), ніж до реконструкції (49 суден у 2014 році).
| Точка            | Координати                                                              |
| ---------------- | ----------------------------------------------------------------------- |
| Північний портал | 30°43′06″ пн. ш. 32°20′46″ сх. д. / 30.718282° пн. ш. 32.345982° сх. д. |
| Південний портал | 30°26′29″ пн. ш. 32°21′20″ сх. д. / 30.441385° пн. ш. 32.355423° сх. д. |

## Історія створення
Новий Суецький канал є флагманським проектом обраного (а точніше узурпатора) в 2014 році президента Єгипту Абделя Фаттаха Ас-Сісі, який поставив за мету відновити національну економіку, яка в силу нестабільної політичної ситуації в Єгипті останніх років перебуває в складному становищі. Ас-Сісі у жовтні 2014 року підписав указ про створення нової гілки Суецького каналу. Участь у спорудженні каналу взяли переважно закордонні компанії з Об'єднаних Арабських Еміратів, США, Бельгії та Нідерландів. Вартість проекту — близько $8,5 млрд. Це став найкоштовніший інфраструктурний проект на Африканському континенті в XXI столітті.
Помпезне відкриття навігації по новому Суецькому каналі відбулося 6 серпня 2015 року, однак вдосконалення пропускної інфраструктури ще не завершене.

## Пропускні можливості та значення каналу
За задумом влади Єгипту — новий канал має врятувати репутацію країни, як швидкого, безпечного і надійного транзитера. Крім того, уряд Єгипту переслідує і політичні мотиви: завдяки цьому каналу Єгипет повинен стати важливим регіональним політичним гравцем, важливішим від Ірану, Туреччини чи Саудівської Аравії.
В день відкриття каналу президент Ас-Сісі у своїй промові зазначив: «Сьогодні Єгипет дарує усьому світові черговий цінний дарунок, такий самий за своєю ціною, який свого часу подарував Стародавній Єгипет — подарувавши світові величезну цивілізацію. І ми робимо це в ім'я миру, безпеки і розвитку». Міжнародні експерти розгледіли у цій промові геополітичну складову: Єгипет претендує на панівне положення в Арабському світі.
Новий канал має збільшити пропускну здатність Суецького каналу щонайменше вдвічі. Відтепер судна можуть рухатися каналом у двох напрямках, чого раніше не було. Скорочується також і час проходження торгового судна до 10-11 годин (раніше було 18-24 години). За прогнозами місцевих і міжнародних експертів валютні надходження збільшаться вдвічі. Зросте також і частка Єгипту в міднародних перевезеннях з 10 % у 2012 році, до 16 % у 2016 році. Таким чином Суецький канал, а разом з ним і сам Єгипет вирветься вперед, і збільшить розрив зі своїм головним суперником — Панамою і Панамським каналом.

## Ризики для проекту
Для реалізації запланованих економічних показників (які є досить амбітними) існує кілька ризиків.
За прогнозами Міжнародного валютного фонду спад у світовій торгівлі збережеться і в наступних роках. У 2015 році через Суецький канал пройшло на 3,1 % менше контейнеровозів та на 5,7 % менше балкерів аніж за попередній рік (втім, загальна кількість проходів все-таки збільшилась на 2 %).
Крім того, здешевлення палива внаслідок падіння цін на нафту зробило для суден, що працюють на маршрутах Азія — східне узбережжя США, в окремих випадках більш вигідним повернення до Азії шляхом оминання Африки з півдня. Саме це зумовило падіння проходів у 2015 році контейнеровозів через канал на 1,9 % (що складає більше половини згаданого вище загального падіння проходів таких суден).
Деякі східні райони Синайського півострова Єгипту не контролюються урядовими військами. Панівною військово-політичною організацією тут є ІДІЛ, яка веде збройну боротьбу з властями країни. Оскільки ці райони є географічно дуже близькими до оновленого Суецького каналу, це створює потенційну небезпеку для судноплавства.
Міжнародні морські судна намагаються оминати морські шляхи, які проходять в безпосередній близькості з нестабільними державами. З огляду на географічне положення, проходження через Суєцький канал неможливе без наближення до берегів Сомалі, відомих завдяки своїми піратам, та Ємену, де починаючи з 2015 року розгорнулась повномасштабна громадянська війна.